# Вайдаг великохвостий

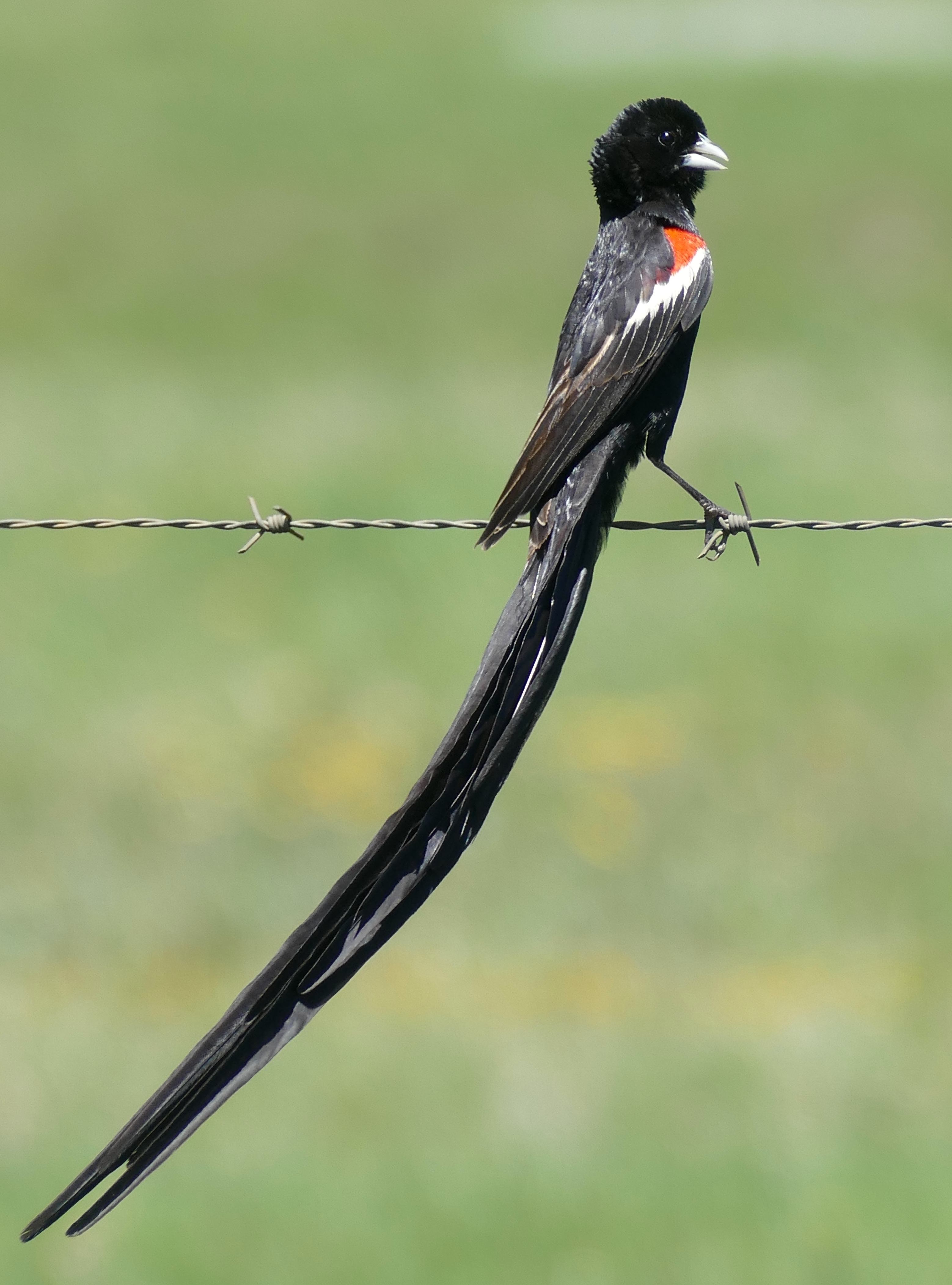
Самець великохвостого вайдага

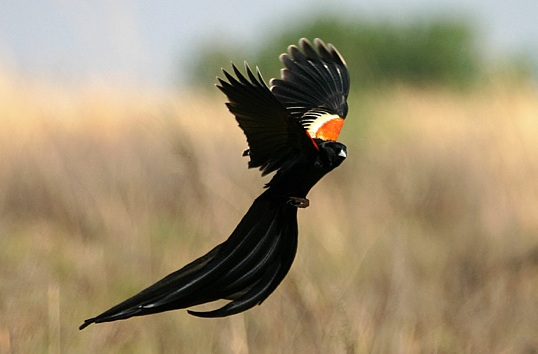
Самець великохвостого вайдага в польоті

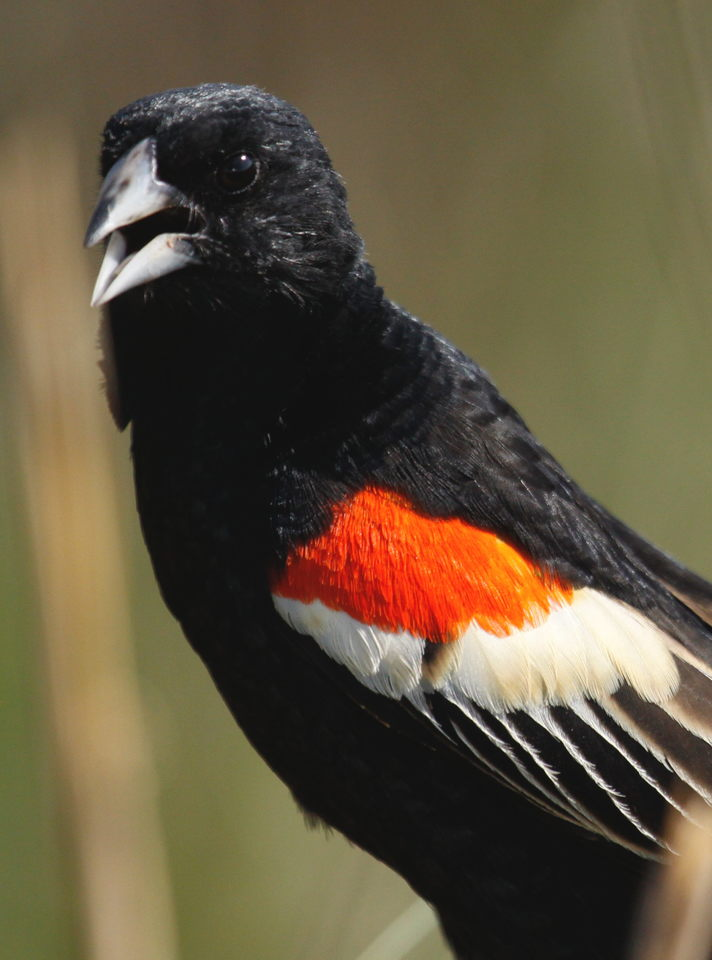
Самець великохвостого вайдага

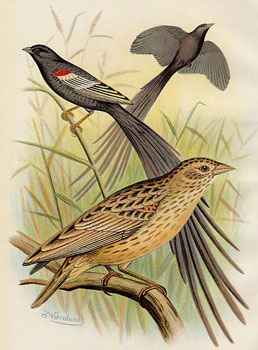
Самці великохвостого вайдага (знизу під час негніздового періоду)

Вайда́г великохвостий (Euplectes progne) — вид горобцеподібних птахів ткачикових (Ploceidae). Мешкає в Африці на південь від Сахари.

## Опис
Довжина самців становить 19-21 см, самиць 15 см, вага самців 33-46 г, самиць 25-39 г. Під час сезону розмноження самці мають повністю чорне забарвлення, за винятком червоних плям на плечах і білих плям на покривних перах крил. Також під час сезону розмноження у самців помітно видовжуються хвіст, який вони використовують під час демонстраційних польотів. Довжина самця під час сезону розмноження, враховуючи хвіст, становить 50-71 см. Самиці мають переважно охристе забарвлення, верхня частина тіла у них сильно поцяткована чорнуватими смугами, нижня частина тіла блідіша, нижні покривні пера крил чорні. Самці під час негніздового періоду загалом мають подібне забарвлення, хоча і мають дещо більші розміри. Вони вирізняються від самиць більш вираженими чорнуватими і охристим смугами, а також тим, що зберігають чорні і білі плями на плечах і крилах. Лапи відносно короткі, мінці, дзьоб товстий, світло-сизий.

## Таксономія
Великохвостий вайдаг був описаний французьким натуралістом Жоржем-Луї Леклерком де Бюффоном в 1779 році в праці «Histoire Naturelle des Oiseaux» за зразком з Мису Доброї Надії. Науково вид був описаний в 1783 році, коли голландський натураліст Пітер Боддерт класифікував його під назвою Emberiza progne. Пізніше вид був переведений до роду Вайдаг (Euplectes).

## Підвиди
Виділяють три підвиди:
- E. p. delamerei (Shelley, 1903) — високогір'я центральної Кенії;
- E. p. delacouri Wolters, 1953 — Ангола, південь ДР Конго і Замбія;
- E. p. progne (Boddaert, 1783) — від південно-східної Ботсвани до сходу ПАР.

## Поширення і екологія
Великохвості вайдаги мешкають в Кенії, Демократичній Республіці Конго, Анголі, Замбії, Ботсвані, Південно-Африканській Респубюліці, Лесото і Есватіні. Вони живуть на високогірних, вологих, заболочених і заплавних луках, на пустищах і болотах. Зустрічаються переважно на висоті від 1800 до 2800 м над рівнем моря. Живляться насінням трав і комахами. Сезон розмноження в ДР Конго триває з грудня по квітень, в Замбії у квітні-травні, в Кенії з листопада по січень, в ПАр з жовтня по червень з піком у листопаді-лютому. Великохвостим вайдагам притаманна полігінія, коли на одного самця припадає до 5 самиць. Гніздо має овальну форму з бічним входом, робиться з трави. В кладці від 1 до 4 яєць. Інкубаційний період триває 12-14 днів, пташенята покидають гніздо через 17 днів після вилплення.